# Секаангфа
Секаангфа (асам: স্বৰ্গদেউ চুখাংফা) — четвертий Ахомський цар.

## Правління
За правління Секаангфа Ахом вступив у перший серйозний конфлікт зі своїми сусідами. 1324 року почалась тривала війна проти царя Камати Пратапдхваджа. Та війна не визначила переможця, а завершилась укладенням перемир'я в результаті шлюбу Секаангфа з Раджані, сестрою Пратапдхваджа.